# Formula One Indoor Trophy de 1988
Formula One Indoor Trophy de 1988 foi a primeira edição da Formula One Indoor Trophy. A competição foi disputada nos dias 7 e 8 de Dezembro de 1988.

## Participantes
| Equipe/Scuderia       | Construtor | Chassis | Motor                    | Pneus | Piloto            |
| --------------------- | ---------- | ------- | ------------------------ | ----- | ----------------- |
| BMS Scuderia Italia   | Dallara    | 188 A   | Ford Cosworth DFZ 3.5 V8 | G     | Alex Caffi        |
| EuroBrun              | EuroBrun   | ER188   | Ford Cosworth DFZ 3.5 V8 | G     | Fabrizio Barbazza |
| First Racing          | FIRST      | 188     | Judd                     |       | Gabriele Tarquini |
| Lois Minardi Team SpA | Minardi    | M188    | Ford Cosworth DFZ 3.5 V8 | G     | Pierluigi Martini |
| Lois Minardi Team SpA | Minardi    | M188    | Ford Cosworth DFZ 3.5 V8 | G     | Luis Perez-Sala   |
| Osella Squadra Corse  | Osella     | FA1/L   | Osella 890T 1.5 V8T      | G     | Nicola Larini     |

## Resultados
|  | Quartas de final | Quartas de final  | Quartas de final |                   |                 | Semifinais | Semifinais | Semifinais |  |  | Final | Final | Final |  |
|  |                  |                   |                  |                   |                 |            |            |            |  |  |       |       |       |  |
|  | Itália           | Alex Caffi        |                  |                   |                 |            |            |            |  |  |       |       |       |  |
|  | Itália           | Alex Caffi        |                  |                   |                 |            |            |            |  |  |       |       |       |  |
|  | Itália           | Nicola Larini     |                  |                   |                 |            |            |            |  |  |       |       |       |  |
|  | Itália           | Nicola Larini     |                  | Itália            | Alex Caffi      |            |            |            |  |  |       |       |       |  |
|  |                  |                   |                  | Itália            | Alex Caffi      |            |            |            |  |  |       |       |       |  |
|  |                  |                   | Itália           | Pierluigi Martini |                 |            |            |            |  |  |       |       |       |  |
|  | Itália           | Pierluigi Martini | Itália           | Pierluigi Martini |                 |            |            |            |  |  |       |       |       |  |
|  | Itália           | Pierluigi Martini |                  |                   |                 |            |            |            |  |  |       |       |       |  |
|  | Itália           | Gabriele Tarquini |                  |                   |                 |            |            |            |  |  |       |       |       |  |
|  | Itália           | Gabriele Tarquini |                  | Itália            | Alex Caffi      |            |            |            |  |  |       |       |       |  |
|  |                  |                   |                  |                   |                 |            |            |            |  |  |       |       |       |  |
|  |                  |                   | Espanha          | Luis Perez-Sala   |                 |            |            |            |  |  |       |       |       |  |
|  | Espanha          | Luis Perez-Sala   | Espanha          | Luis Perez-Sala   |                 |            |            |            |  |  |       |       |       |  |
|  | Espanha          | Luis Perez-Sala   |                  |                   |                 |            |            |            |  |  |       |       |       |  |
|  | Itália           | Fabrizio Barbazza |                  |                   |                 |            |            |            |  |  |       |       |       |  |
|  | Itália           | Fabrizio Barbazza |                  | Espanha           | Luis Perez-Sala |            |            |            |  |  |       |       |       |  |
|  |                  |                   |                  | Espanha           | Luis Perez-Sala |            |            |            |  |  |       |       |       |  |
|  |                  |                   | Itália           | Nicola Larini     |                 |            |            |            |  |  |       |       |       |  |
|  | Itália           | Nicola Larini"*"  | Itália           | Nicola Larini     | BYE             |            |            |            |  |  |       |       |       |  |
|  | Itália           | Nicola Larini"*"  |                  |                   |                 |            |            |            |  |  |       |       |       |  |
|  |                  |                   |                  |                   |                 |            |            |            |  |  |       |       |       |  |

- Larini se classificou para a semifinal por ter feito o melhor tempo entre os perdedores.

### Resultado Final
| Formula One Indoor Trophy de 1988    |
| Luis Perez-Sala                      |
| ------------------------------------ |
| Luis Perez-Sala Vencedor (1º título) |